# Archaraeoncus prospiciens
Archaraeoncus prospiciens là một loài nhện trong họ Linyphiidae.
Loài này thuộc chi Archaraeoncus. Archaraeoncus prospiciens được Tord Tamerlan Teodor Thorell miêu tả năm 1875.